# Luotian, Xiajiang
Luotian är en köpinghuvudort i Kina. Den ligger i provinsen Jiangxi, i den sydöstra delen av landet, omkring 150 kilometer sydväst om provinshuvudstaden Nanchang. Antalet invånare är 18 552. Befolkningen består av 8 727 kvinnor och 9 825 män. Barn under 15 år utgör 21,0 %, vuxna 15-64 år 71 %, och äldre över 65 år 7,0 %.
Runt Luotian är det ganska tätbefolkat, med 166 invånare per kvadratkilometer. Närmaste större samhälle är Futian, 17,2 km sydväst om Luotian. Trakten runt Luotian består till största delen av jordbruksmark.
Genomsnittlig årsnederbörd är 2 089 millimeter. Den regnigaste månaden är juni, med i genomsnitt 356 mm nederbörd, och den torraste är oktober, med 23 mm nederbörd.